# Polnischer Verband der Kunststoffverarbeiter
Der Polnische Verein der Kunststoffverarbeiter (pl: Polskie Stowarzyszenie Przetwórców Tworzyw Sztucznych, PSPTS) entstand im Jahr 1992 als Organisation der auf dem polnischen Markt tätigen Kunststoffverarbeiter. Im Jahr 2006 trat der PSPTS als Mitglied dem Verein European Plastics Converters (EuPC) bei, der die Kunststoffverarbeiter auf Ebene der Europäischen Union vertritt.
Im Jahr 2009 wurde der PSPTS in den Arbeitgeberverband Polnischer Verband der Kunststoffverarbeiter (pl: Polski Związek Przetwórców Tworzyw Sztucznych, PZPTS) umgewandelt, indem er der größten Organisation der polnischen Arbeitgeber – der „Konföderation Lewiatan“ – beitrat.

## Organisation des Verbands
Die Organe des Verbands sind die Mitgliedergeneralversammlung, der Aufsichtsrat und der Vorstand. Der Verband besitzt auch ein Beratungsorgan, den Expertenrat. 
Mitglied des PZPTS können Arbeitgeber der Kunststoffverarbeitung werden, die auf dem Gebiet der Republik Polen tätig, oder Arbeitgeber, die indirekt mit der Branche der Kunststoffverarbeitung verbunden sind.

## Aktivität
Das Hauptziel des Verbandes ist der Schutz der Rechte und die Vertretung der Interessen der zum Verband gehörenden Arbeitgeber durch die Beratung von Entwürfen gesetzlicher Bestimmungen, das Informieren der Mitglieder, die Verbreitung des Wissens über die Kunststoffe, die Gestaltung des richtigen Images der Branche sowie die Förderung von umweltschonenden Verhaltensweisen und entsprechenden Initiativen. Außerdem organisiert der Verband jährliche Treffen der Branche der Kunststoffverarbeiter. Das Presseorgan der Organisation ist die Vierteljahresschrift „Tworzywa“. PZPTS ist Ehrenschirmherr der Messe für Kunststoff- und Gummiverarbeitung Plastpol, die jedes Jahr in Kielce (Polen), sowie der Messe Kompozyt-Expo [für Verbundstoffe, - technologien und –produkte], die in Krakau (Polen) stattfindet. Seit dem Jahr 2015 stiftet der Verband Preise für die besten Magister- und Doktorarbeiten im Bereich der Kunststoffverarbeitung, um diesen Bereich der Industrie und die dazugehörenden Umweltaktivitäten zu fördern.